# Liudolfo de Sajonia
Liudolfo (h. 805/820 - 11/12 de marzo de 866) fue un oficial carolingio y conde en el ducado de Sajonia desde alrededor de 844. La casa gobernante liudolfinga, también conocida como la dinastía otoniana, recibe su nombre de él; es el miembro más antiguo verificado.

## Biografía
Era el hijo de un margrave (en alemán, Markgraf) Bruno, Brun o Brunhart y su esposa, Gisla von Verla. Liudolfo tenía amplias posesiones en los montes Harz occidentales y en el río Leine, también sirvió como líder militar (dux) en las guerras del rey franco del este Luis el Germánico contra las invasiones normandas, los eslavos polabianos y la Gran Moravia. Autores posteriores llamaron a Liudolfo duque de los sajones orientales (dux Orientalis Saxonum, probablemente desde 850) y conde de Ostfalia.
Alrededor de 830 Liudolfo se casó con Oda, hija de un princeps franco de nombre Billung y su esposa Aeda. Al casarse con la hija de un noble franco, Liudolfo siguió el modelo establecido por Carlomagno de asegurar la integridad del imperio carolingio con posterioridad a las guerras sajonas a través del matrimonio. Oda murió el 17 de mayo de 913, supuestamente con 107 años de edad. Tuvieron al menos siete hijos:
- Bruno h. 830/840 - 880), sucedió a su padre como líder sajón, supuesto progenitor de los Brunónidas
- Oda de Sajonia (h. 845-874), se casó con Lotario I de Stade
- Otón el Ilustre (h. 851-912), sucedió a su hermano en 880, padre del rey Enrique el Pajarero
- Lutgarda (h. 840-885), se casó con el gobernante franco del Este Luis el Joven, segundo hijo del rey Luis el Germánico, en 874.[4]
- Hathumoda (h. 840-874), primera abadesa de Brunshausen desde 852
- Gerberga (m. 896/97), abadesa de Brunshausen desde 874
- Christina (m. 919/20), abadesa de Gandersheim desde 896/97.[4]

En 845/846, Liudolfo y su esposa fueron de peregrinación a Roma, y con la aprobación del papa Sergio II fundaron una casa de nobles canonesas dedicada a los santos papas Anastasio e Inocencio alrededor de 852. El monasterio, debidamente establecido en su iglesia propietaria en Brunshausen, fue consagrada por el obispo de Hildesheim Alfredo y la hija menor de Liudolfo, Hathumoda se convirtió en su primera abadesa. El convento fue reubicado en 881 para formar la abadía de Gandersheim, elevada a abadía imperial por el nieto de Liudolfo, Enrique el Pajarero en 919. 
Mientras el rey Luis el Germánico estaba ocupado con la política imperial, Liudolfo, confiando en el rango así como en las tierras alodiales que había heredado de sus antepasados, se alzó a una posición de líder entre los nobles sajones – lo que se pone en evidencia con el matrimonio de su hija Lutgarda con el rey Luis el Joven. Está enterrado en su monasterio propiedad de Brunshausen. Su sucesión por sus hijos Bruno y Otón no se encontró con resistencia alguna.